# Gare d’Haubourdin
Gare d’Haubourdin vasútállomás Franciaországban, Haubourdin településen.

## Vasútvonalak
Az állomást az alábbi vasútvonalak érintik:
- Fives-Abbeville-vasútvonal

## Kapcsolódó állomások
A vasútállomáshoz az alábbi állomások vannak a legközelebb:
- Gare de Loos-lez-Lille
- Gare de Santes